# Monumento aos Heróis da Guerra Peninsular (Lisboa)
O Monumento aos Heróis da Guerra Peninsular é um monumento, em pedra e bronze, dedicado à Guerra Peninsular localizado à entrada do Campo Grande, na Praça de Entrecampos (antiga Praça Mouzinho de Albuquerque), em Lisboa.

## História
Uma das partes do programa apresentado pela Comissão do Centenário das Comemorações da Guerra Peninsular consistia num concurso, lançado em 1908, para um monumento na cidade de Lisboa, com o fim de comemorar os feitos heróicos do povo e exército português durante a campanha da península.
O concurso efectuado em 1908, para escolher o projecto de construção do monumento, sob a divisa "Aspirantes Portugueses", foi ganho, em março de 1909, pelos irmãos Francisco de Oliveira Ferreira (arquitecto) e José de Oliveira Ferreira (escultor), ambos discípulos da Escola de Belas-Artes do Porto e, em particular, do escultor António Teixeira Lopes.
O júri, incumbido de classificar os 14 projetos a concurso, foi presidido pelo coronel Maximiliano Eugénio de Azevedo, no impedimento do general João Carlos Rodrigues da Costa, presidente da Comissão do Centenário das Comemorações da Guerra Peninsular, com os professores da Academia de Belas Artes, José Luís Monteiro, José Alexandre Soares, ambos arquitetos, José Veloso Salgado, pintor, e José Moreira Rato, escultor.
Em 2.º lugar naquele concurso (um conto de reis) foi classificado o projeto sob a divisa "Ditosa pátria que tais filhos teve", do arquiteto Miguel Ventura Terra, e em 3.º lugar (seiscentos mil reis) o projeto "Pró Pátria" de José Simões de Almeida, escultor, e de Costa Campos, arquiteto. Além destes prémios, o júri conferiu ainda 5 menções honrosas aos autores dos projetos designados pelas seguintes divisas: "Não conhece algemas a vontade", do escultor Francisco Germano Salles; "Guerra Peninsular", também do escultor José Simões de Almeida e do arquiteto Costa Campos; "Pátria", do arquiteto Álvaro Augusto Machado; "Oiluj", do escultor António Augusto Costa Motta; e "Lusíadas", do escultor Tomás Costa. As maquetes de todos os projetos concorrentes ficaram em exposição ao público, naquele ano de 1909, na Sociedade de Geografia de Lisboa .
Este monumento foi construído com a finalidade de homenagear os heróis que morreram durante as Invasões Francesas (1807 a 1814). Tem 12 metros de altura e é composto por dois patamares, ligados entre si por uma base comum, sendo a inferior de pedra lioz e a superior de bronze. Na fase principal do pedestal, virada a Sul, para a Avenida da República, na base, temos a legenda "Ao Povo e aos Heróis da Guerra Peninsular", bem como a inscrição "Levantamento popular pela Independência - junho 1808". Esta face a Sul, na parte inferior, ostenta uma representação do túmulo de Vasco da Gama, sobre o qual se vê um grupo de esculturas em pedra de frades, populares e militares que juram defender a Pátria. Por sua vez, na face a Norte, está um pórtico ao fundo do qual está representado o túmulo de Luís Vaz de Camões. O topo do monumento é emoldurado com os 12 escudos das povoações que intervieram na Guerra Peninsular, culminando com um grupo de 9 esculturas em bronze, que rodeia a figura da Pátria Portuguesa (com 5 metros de altura), a qual, alçando uma espada de dois gumes, arrebata a bandeira das garras da "águia napoleónica".

Na revista "Occidente", à época, Caetano Alberto da Silva descrevia o simbolismo das figuras do monumento da seguinte forma:
"Não há dúvida que a águia lá se ergue por sobre o castelo monumental, que simboliza a pátria portuguesa, revestindo suas ameias com os escudos das principais cidades e distintivos da monarquia, o que, tudo, o povo defende na ânsia de um grande amor pátrio.
O mar, teatro de tantas glórias portuguesas, vem quebrar suas vagas ao sopé das muralhas; esboçam-se algumas ruínas resultantes da guerra. Assim se forma a base e pedestal do monumento e sobre isso se movimentam grupos de figuras de uma vida e expressão sugestiva extraordinária. Aqui o povo guarda e defende as relíquias da pátria, em precioso cofre de que o castelo é depositário, e logo se desenvolve um grupo de combatentes, militares e paisanos, que se auxiliam esforçadamente, arrancando a artilharia, animados pelas falas do comandante que os incita ao combate.
Os quadros vão-se desenvolvendo pelas faces do monumento, e agora é um leão, símbolo da força que domina o terreno sobre que jazem destroços de guerra. Seguindo, encontra-se um grupo comovedor, rapariga que se ajoelha aos pés de um velho, que será seu pai, e assim lamentam a desgraça da sua terra assolada, as casas destruídas e saqueadas, onde não escapou o eremitério da aldeia, enquanto pelo chão, cadáveres estendidos mostram a grande luta que ali se travou.
Na parte superior do monumento, um grupo bem combinado de militares e paisanos forma a alegoria triunfal das campanhas peninsulares, em que, arrancando da águia francesa, que esvoaça ferida, a bandeira nacional, a entrega à Pátria vitoriosa que a recebe na mão esquerda, enquanto na direita empunha a espada que se ergue triunfante".
A cerimónia de lançamento da primeira pedra do monumento ocorreu ainda antes de o concurso lançado apresentar vendedores, em 15 de setembro de 1908, dando igualmente início a um período de subscrição pública para a sua construção. Após uma parada militar no Campo Grande, o Rei D. Manuel II, tomando das mãos do Vice-Almirante Francisco Ferreira do Amaral, Presidente do Conselho, colocou no lugar que fora aberto no cabouco do monumento, um cofre com as moedas do tempo, bem como um tubo de vidro que continha o auto da fundação do monumento que Sua Majestade havia assinado previamente, recebendo-o das mãos do General João Carlos Rodrigues da Costa, Presidente da Comissão Oficial. De seguida, colocados o cofre e o tubo, El-Rei lançou a primeira colher de argamassa e bateu com um martelo as pancadas do estilo sobre a pedra que fechou a cavidade, com o concluiu a significativa cerimónia.
A sua construção terminou em 29 de novembro de 1932. Apesar de alguns meses coberto por serapilheiras, acabaria por ser descerrado naturalmente numa noite de tempestade.
A inauguração oficial ocorreria a 8 de janeiro de 1933, com a presença do Presidente da República, General Óscar Carmona, do Presidente do Conselho, António Oliveira Salazar, do Presidente da Comissão de Comemorações à data, General José Justino Teixeira Botelho, e do Presidente da Comissão Administrativa da Câmara Municipal de Lisboa, General Daniel Rodrigues de Sousa, que recebeu o monumento em nome da cidade. Esteve também presente o Embaixador de Inglaterra, Claud Russell, neto de Lord George Russell, que foi companheiro de Arthur Wellesley, 1.º Duque de Wellington, na última fase da Guerra Peninsular.